# Józef Szczęsny
Józef Szczęsny (ur. 1885 w Rybitwach, zm. 1968 w Natolinie) – polski artysta malarz.
Studia artystyczne odbywał w warszawskiej Szkole Rysunkowej pod kierunkiem Ksawerego Dunikowski i Eligiusza Niewiadomskiego. Od roku 1908 pobierał nauki w krakowskiej Akademii Sztuk Pięknych w klasach malarskich profesorów Józefa Mehoffera, Kazimierza Pankiewicza i Teodora Axentowicza. Krakowską szkołę ukończył w roku 1913. Swoją pracownię malarską, gdzie mieszkał z żoną Michaliną, miał Szczęsny w Krakowie przy ulicy Floriańskiej 19. Brał udział w polskich i międzynarodowych wystawach malarskich, zdobywał nagrody i wyróżnienia. Rok 1939 przerwał okres twórczości Szczęsnego. Został wysiedlony w 1939 wraz z żoną z Krakowa. Został pochowany na cmentarzu Rakowickim w Krakowie.